# Bjarni Friðriksson
Bjarni Friðriksson (* 29. Mai 1956) ist ein isländischer Judoka. Er gewann bei den Olympischen Sommerspielen 1984 in Los Angeles für Island eine Bronzemedaille im Halbschwergewicht, der Gewichtsklasse bis 95 kg.

## Sportliche Karriere
Der 1,90 m große Bjarni Friðriksson trat 1979 sowohl bei den Europameisterschaften als auch bei den Weltmeisterschaften an, blieb aber sieglos. 1980 siegte er bei den Olympischen Spielen 1980 in Moskau in der ersten Runde gegen den Zyprioten Panikos Eyripidou nach 1:25 Minuten und in der zweiten Runde gegen den Mongolen Dendeviin Amgaa nach 3:32 Minuten. In der dritten Runde schied er gegen den Kubaner Rolando José Tornés nach Schiedsrichterentscheid (Yusei-gachi) aus. Im Jahr darauf trat er bei den Weltmeisterschaften 1981 in Maastricht sowohl im Halbschwergewicht als auch in der offenen Klasse an. Im Schwergewicht belegte er in der Hoffnungsrunde den siebten Platz. Bei den Europameisterschaften 1983 und 1984 schied Friðriksson frühzeitig aus. Beim Olympischen Judoturnier 1984 in Los Angeles bezwang er in seinem ersten Kampf den Dänen Carsten Jensen durch Ippon nach 3:06 Minuten und dann Leo White aus den Vereinigten Staaten durch Waza-Ari. Im Halbfinale unterlag Friðriksson dem Brasilianer Douglas Vieira mit einer Yuko-Wertung. Im Kampf um eine Bronzemedaille bezwang der Isländer den Italiener Juri Fazi durch Ippon nach 4:45 Minuten.
Bjarni Friðriksson nahm zwischen 1984 und 1988 jeweils zweimal an Europameisterschaften und Weltmeisterschaften teil, seine beste Platzierung war der siebte Platz bei den Europameisterschaften 1986. Bei den Olympischen Spielen 1988 in Seoul unterlag er dem Brasilianer Aurélio Miguel durch Yusei-gachi. Da Miguel Olympiasieger wurde, durfte der Isländer auch in der Hoffnungsrunde antreten. Dort verlor er gegen den Briten Dennis Stewart mit Waza-Ari. 1989 schied Friðriksson bei den Europameisterschaften in Helsinki in der ersten Runde gegen den Deutschen Marc Meiling aus. Friðriksson trat auch in der offenen Klasse an und bezwang im Achtelfinale den Briten Elvis Gordon, danach verlor er das Viertelfinale gegen den Deutschen Frank Möller. In der Hoffnungsrunde bezwang er den Bulgaren Damian Stoikow und erreichte damit den Kampf um Bronze, diesen verlor er gegen den Belgier Harry Van Barneveld. Bei den Weltmeisterschaften 1989 in Belgrad trat Friðriksson nur im Halbschwergewicht an. Nach zwei Siegen unterlag er im Viertelfinale dem für die Sowjetunion antretenden Koba Kurtanidse. In der Hoffnungsrunde gewann er einen Kampf und belegte nach einer Niederlage gegen Marc Meiling den siebten Platz. 1992 belegte er noch einmal den siebten Platz bei den Europameisterschaften in Paris. Bei den Olympischen Spielen 1992 in Barcelona schied Friðriksson in seinem Auftaktkampf nach 4:25 Minuten gegen den Franzosen Stéphane Traineau aus. Bjarni Friðriksson blieb noch bis 1996 aktiv, sein letzter Kampf bei internationalen Meisterschaften war die Erstrundenniederlage bei den Europameisterschaften 1996 gegen den Niederländer Denny Ebbers.
Bjarni Friðriksson siegte mehrfach bei den Meisterschaften der nordischen Länder, 1992 gewann er in Reykjavík den Titel sowohl im Halbschwergewicht als auch in der offenen Klasse. Nach seiner aktiven Laufbahn wurde Bjarni Friðriksson Direktor des isländischen Judo-Verbandes.